# Romeo deve morire
(Mac\ Isaiah Washington)
Romeo deve morire (Romeo Must Die) è un film d'azione del 2000 diretto da Andrzej Bartkowiak e liberamente ispirato al tema di Romeo e Giulietta. Protagonisti della pellicola sono Jet Li, Aaliyah, Delroy Lindo, Isaiah Washington, Russell Wong, Anthony Anderson, D.B. Woodside e DMX, mentre i combattimenti sono coreografati da Corey Yuen. È considerato il ruolo che ha consacrato Jet Li nell'industria cinematografica internazionale.
Il film rappresenta una delle due sole esperienze recitative della giovane cantante Aaliyah, la cui carriera venne stroncata prematuramente dall'incidente aereo avvenuto alle Bahamas due anni dopo nel quale perse la vita.

## Trama
Nella città di Oakland infuria da anni una faida tra due potenti famiglie mafiose, quella afroamericana degli O'Day e quella cinese dei Sing; la posta in palio è la conquista delle concessioni edilizie sul fronte del porto, dove il giovane speculatore Roth progetta di costruire il nuovo stadio degli Oakland Raiders.
Quando Po, l'erede prescelto di Ch'u Sing, muore in circostanze misteriose, suo fratello maggiore Han, maestro di arti marziali, fugge dal carcere di Hong Kong e si reca in America per scoprire il vero responsabile. Ben presto, la sua strada si incrocia con quella di Trish, figlia del boss rivale Isac O'Day, con la quale finisce per collaborare nella ricerca della verità.
Ben presto viene fuori che Po aveva segretamente iniziato a trattare con l'altro figlio di Isac, Colin, per stabilire una tregua, e ciò forse è all'origine del suo omicidio; poi, quando anche Colin viene misteriosamente assassinato, diviene evidente che qualcuno all'interno delle due famiglie sta complottando per fare sì che la tensione tra i Sing e gli O'Day sfoci in guerra aperta.
Alla fine, Han e Trish scoprono che la mente dietro all'intera vicenda è lo stesso Ch'u Sing, che dopo essersi accordato con Mac, il vice di Isac (a causa della scelta di quest'ultimo di smettere con la malavita), ha eliminato uno dopo l'altro tutti i proprietari terrieri che detenevano le concessioni sul porto, inclusi molti altri capifamiglia cinesi.
Dopo aver sconfitto e ucciso in combattimento sia gli uomini di Mac (che viene ucciso da Trish per vendicare Colin) sia Kai, il secondo in comando di Ch'u ed esecutore materiale dell'omicidio di Po, Han affronta il padre, che aveva ordinato l'omicidio del figlio perché non vanificasse l'accordo con Roth e la NFL. Messo di fronte alla scelta tra il venire arrestato e subire la punizione per aver tradito la Triade, Ch'u sceglie il suicidio, cancellando la famiglia Sing e lasciando Han libero di vivere la sua storia d'amore con Trish.

## Riprese
La storia del film è ambientata a Oakland, ma, salvo un paio di scene, l'intero film è stato girato a Vancouver in Canada.

## Colonna sonora
1. Try Again - Aaliyah/Timbaland
2. Come Back in One Piece - Aaliyah/DMX
3. Rose in a Concrete World [J Dub Remix] - Joe
4. Rollin' Raw - B.G. From Cash Money
5. We At It Again - Timbaland & Magoo
6. Are You Feelin' Me? - Aaliyah/Timbaland
7. Perfect Man - Destiny's Child
8. Simply Irresistible - Ginuwine
9. It Really Don't Matter - Confidential
10. Thugz - Mack 10 and The Comrades
11. I Don't Wanna - Aaliyah
12. Somebody Gonna Die Tonight - Dave Bing featuring Lil' Mo
13. Woozy - Playa
14. Pump the Brakes - Dave Hollister
15. This Is a Test - Chanté Moore
16. Revival - Non-A-Miss
17. Come On - Blade
18. Swung On - Stanley Clarke and Politix